# قصر الإمارة القديم في الرس
قصر الإمارة القديم في الرس، يعتبر من القصور الأثرية في محافظة الرس بمنطقة القصيم.

## موقعه
يقع القصر في وسط محافظة الرس، وقد بني قبل أكثر من مائة عام.

## مواد البناء
- بني من الطين واللبن
- بني من جريد النخل وخشب الأثل

## القصر والتاريخ
زاره الملك عبدالعزيز آل سعود وأقام فيه عدة أيام بعد وقعة السبلة عام 1348هـ.

## مكونات القصر
- يتكون من غرف كثيرة
- جزء منه يتكون من دورين
- أغلب مباني القصر خالية من الزخارف بسبب الترميمات التي تطرأ على القصر
- وجود بعض النماذج الزخرفية في المجالس الشعبية.[2]

## انظر ايضاً
- قصر أبو جفان
- قصر صاهود
- قصر خراش

## وصلات خارجية
- مشروعات تطوير التراث الحضاري.
- «صحوة معمارية» تمنح المباني القديمة قابلية النهوض بعناصرها التراثية الأصيلة.